# Petronio (patricio)
Petronio (en latín: Petronius; fl. 364-365) fue un patricio del Imperio Romano tardío bajo el reinado del emperador Valente, de quien era suegro.

## Biografía
Petronio probablemente era de Panonia. Se desconoce su ascendencia. Varios de sus parientes ocuparon posiciones influyentes. Un posible pariente es Domnico, un oficial de Valente mencionado en Oration II por Libanio. Procopio, prefecto de Constantinopla en 377, es mencionado por Zósimo como pariente de Valente por matrimonio. Sugiere que también estaba relacionado con Dominica. Según Nicetas de Serra, Eusebio era su tío y un praefectus urbi en la Diócesis del Ponto. Nicetas fue un comentarista de las obras de Gregorio Nacianceno e identificó a Eusebio con una figura sin nombre mencionada en las obras de Gregorio. Así, se supone que Eusebio está registrado en la oración fúnebre en honor a Basilio de Cesárea. 
Se cree que los nombres Anastasia, Domnico, Eusebio, Petronio y Procopio utilizados por varios miembros de la familia son de origen griego. Varios eruditos han sugerido que esto podría indicar la ascendencia de Dominica y sus parientes de familias de habla griega de Sirmio, la capital inicial de la prefectura pretoriana de Iliria. El matrimonio en una familia griega podría haber ayudado a solidificar el dominio de Valente sobre el Imperio Romano de Oriente, profundamente helenizado.
Fue padre de Albia Dominica, esposa de Valente y comandante de la legión comitatense de los martenses. Cuando su yerno se convirtió en emperador, Petronio alcanzó inmediatamente el rango de patricio, pero sin ocupar un puesto específico.
Amiano Marcelino lo define como un "hombre deformado espiritual y físicamente", y cuenta cómo, en su cobro de deudas contra el erario imperial, condenó tanto a inocentes como a culpables a pagar multas cuádruples, con las que se enriqueció, y que por esto fue extremadamente odiado, tanto que tanto los provinciales como los soldados rezaron en secreto para que fuera removido.
Según una ley del 13 de abril de 365, conservada en el Código de Teodosio, Petronio tenía la tarea de reclutar a los hijos de los veteranos en la ciudad de Berito. Esto era probablemente para iniciar una guerra contra el Imperio Sasánida. 
A finales del verano de 365, estaba a la cabeza de la facción que reemplazó al prefecto pretoriano Salustio (compañero del emperador Juliano) por Nebridio.
También según Amiano, estaba esperando el momento adecuado para ascender al más alto honor. Cuando Procopio se rebeló contra Valente, obtuvo el apoyo de las poblaciones también en el odio a Petronio y su odiosa administración.